# Jigyel Ugyen Wangchuck
Jigyel Ugyen Wangchuck (Nuova Delhi, 16 luglio 1984) è un principe e dirigente sportivo bhutanese.

## Biografia

### Istruzione
Il principe Jigyel Ugyen è nato a Nuova Delhi nel 1984, secondogenito di Jigme Singye Wangchuck e di Dorji Wangmo Wangchuck.
È stato istruito alla Lungtenzampa Middle Secondary School e alla Yangchenphug Higher Secondary School di Thimphu, per poi ottenere il diploma alla Choate Rosemary Hall nel 2003. Nello stesso anno entrò nel Royal Bhutan Army, dopo aver seguito un addestramento nel Royal Body Guards.
In seguito si laureò con lode al St Peter's College di Oxford, con un Bachelor's degree e Master Onorario in Storia Moderna e Scienze Politiche nel 2007. Dallo stesso anno iniziò ad assistere il fratellastro, Jigme Khesar Namgyel Wangchuck, in iniziative sociali attuate a favore delle persone bisognose.
Nel 2012 si iscrisse a due corsi intensivi nei campus di Singapore e Fontainebleau dell'Institut européen d'administration des affaires.

### Erede al trono
Il 14 dicembre 2006 venne designato erede presuntivo del fratellastro, Jigme Khesar Namgyel Wangchuck. Venne nominato suo rappresentante nel 2009 e nel 2016, con la nascita del primo figlio del re, perse il titolo di erede al trono. Attualmente è quarto nella linea di successione al trono del Bhutan.

### Impegno sportivo

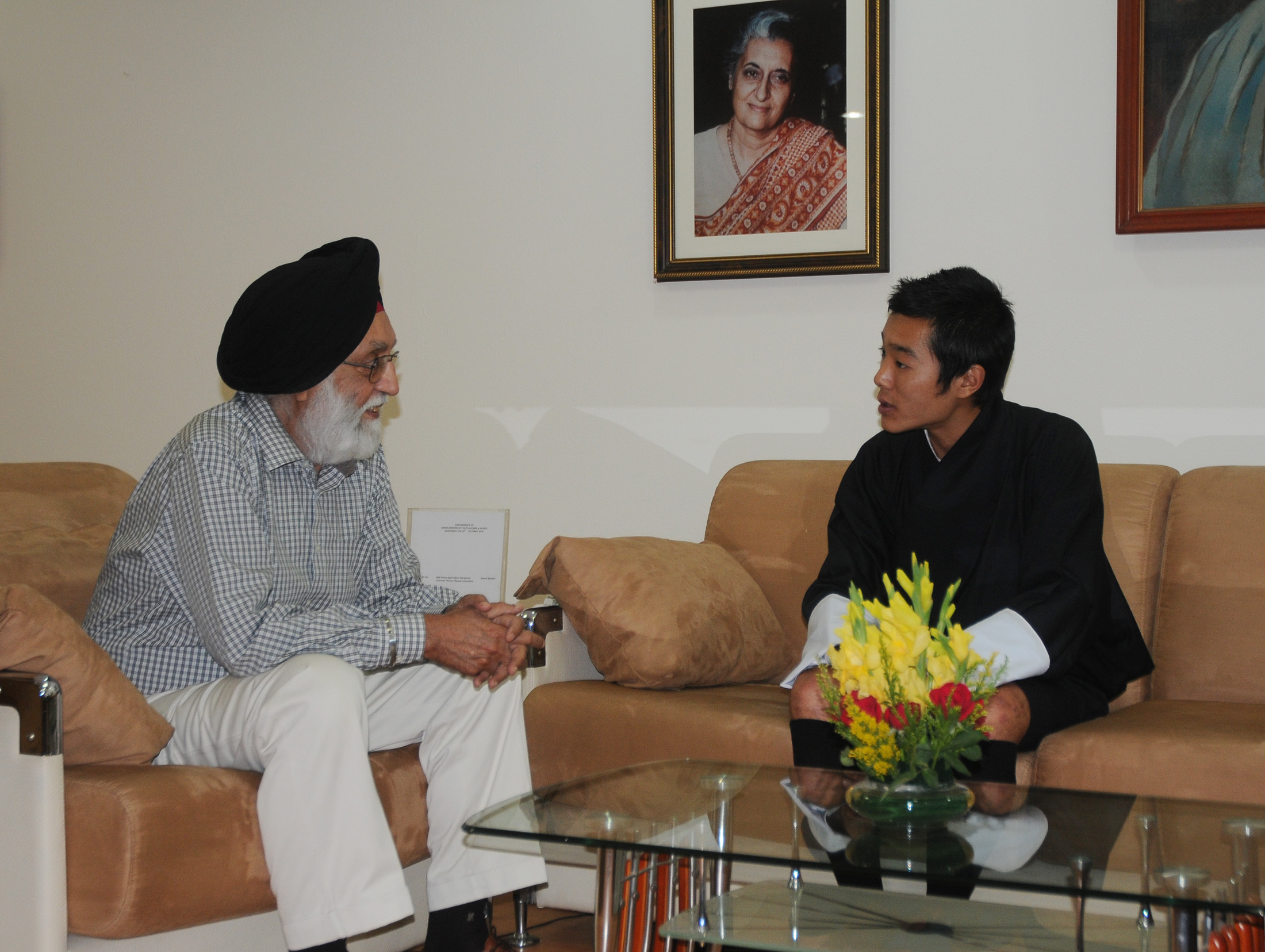
Manohar Singh Gill e Jigyel Ugyen a Nuova Delhi nel 2010

Nel 2009 divenne presidente del Comitato Olimpico del Bhutan e si recò a Copenaghen per prendere parte al XIII Congresso Olimpico. Nel 2010 organizzò il primo Tour of the Dragon, una gara di mountain bike che copre 268 km.
Dal 2012 è membro del Comitato per la Pace Attraverso gli Sport del Consiglio Olimpico d'Asia e nel 2013 ha facilitato lo sviluppo della The King's Challenge, un viaggio di quattordici giorni che si svolge nei territori meno esplorati del Bhutan. Nel 2014 fu nominato Direttore Onorario dell'Explorers Club di New York.
Nel 2015 la 34ª Assemblea Generale del Consiglio Olimpico d'Asia gli assegnò la carica di presidente del Comitato Relazioni Internazionali. Nel 2018 entrò nel Comitato Olimpico Internazionale e dal 2020 vi ricopre il ruolo di membro della Sustainability and Legacy Commission.
Ha praticato tiro con l'arco, basket, calcio, ciclismo e tiro.

### Altre attività

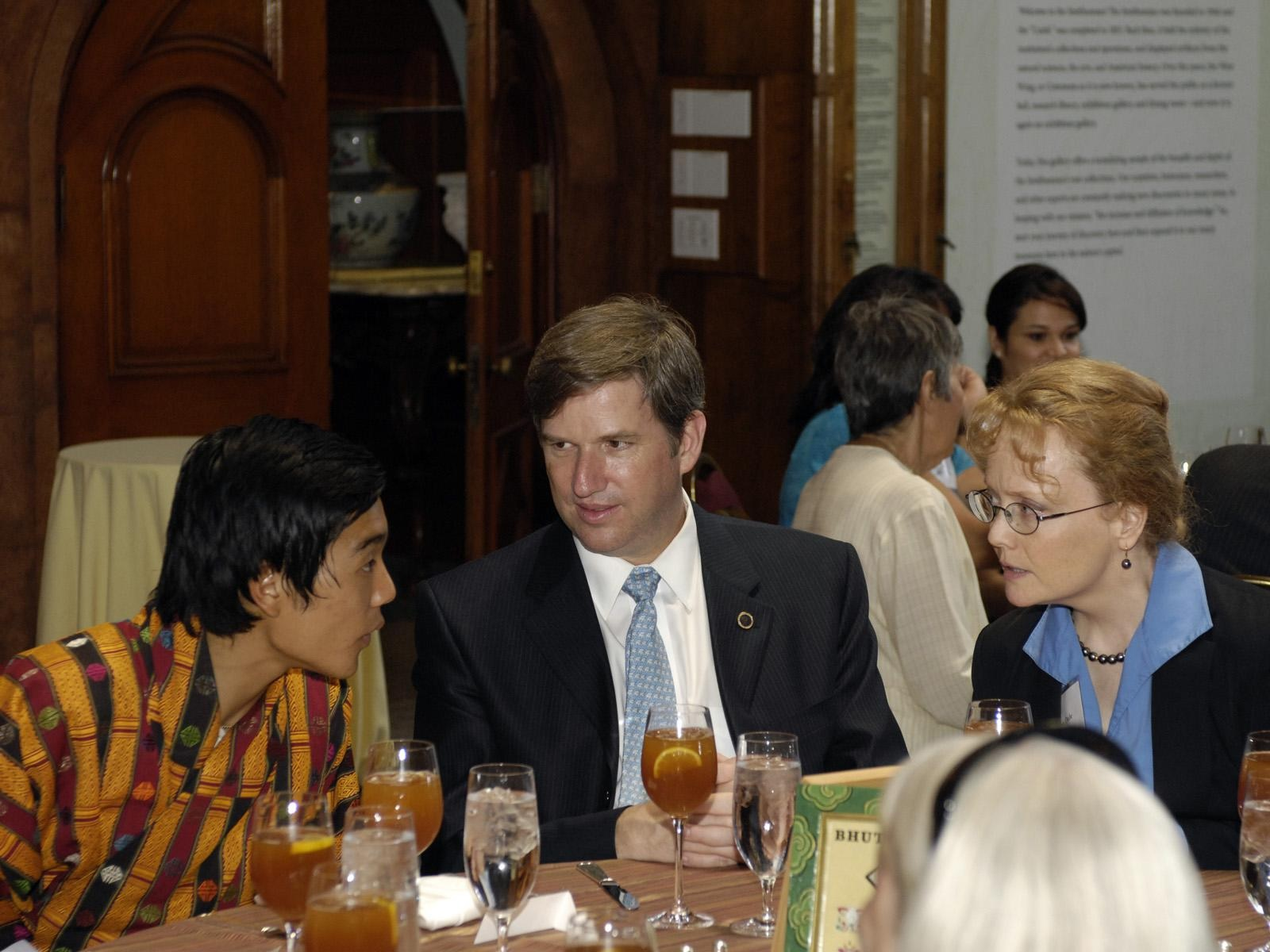
Il principe Jigyen Ugyen con Cristián Samper e Shana Dale nel 2008

Nel 2008, in occasione del 42⁰ Smithsonian Folklife Festival di Washington, guidò una delegazione di 145 bhutanesi, comprendente agricoltori, artigiani, funzionari e monaci buddhisti. Nel medesimo anno diresse una delegazione culturale all'Università del Texas a El Paso, dove parlò dell'Asia Society di New York.
Nel 2015 ha istituito la Bhutan Philanthropy Ventures, con l'obiettivo di fornire sostenibilità finanziaria alla Fondazione Tarayana (attiva nella riduzione della povertà) e membri di leadership per il settore filantropico del paese.

## Titoli e trattamento
- 16 luglio 1984 - attuale: Sua Altezza Reale, il principe Dasho Jigyel Ugyen Wangchuck

## Ascendenza
|                        |               |                             | Genitori         |  |  | Nonni |  |  | Bisnonni        |  |  | Trisnonni       |  |
|                        |               |                             |                  |  |  |       |  |  | Jigme Wangchuck |  |  | Ugyen Wangchuck |  |
|                        |               |                             |                  |  |  |       |  |  | Jigme Wangchuck |  |  | Ugyen Wangchuck |  |
|                        |               | Tsundue Pema Lhamo          |                  |  |  |       |  |  | Jigme Wangchuck |  |  |                 |  |
| Jigme Dorji Wangchuck  |               |                             |                  |  |  |       |  |  | Jigme Wangchuck |  |  |                 |  |
|                        |               | Phuntsho Choden             | Jamyang          |  |  |       |  |  |                 |  |  |                 |  |
|                        |               | Phuntsho Choden             | Jamyang          |  |  |       |  |  |                 |  |  |                 |  |
|                        |               | Phuntsho Choden             | Decho Dorji      |  |  |       |  |  |                 |  |  |                 |  |
| Jigme Singye Wangchuck |               | Phuntsho Choden             |                  |  |  |       |  |  |                 |  |  |                 |  |
|                        |               | Sonam Topgay Dorji          | Ugyen Dorji      |  |  |       |  |  |                 |  |  |                 |  |
|                        |               | Sonam Topgay Dorji          | Ugyen Dorji      |  |  |       |  |  |                 |  |  |                 |  |
|                        |               | Sonam Topgay Dorji          | ...              |  |  |       |  |  |                 |  |  |                 |  |
| Kesang Choden          |               | Sonam Topgay Dorji          |                  |  |  |       |  |  |                 |  |  |                 |  |
|                        |               | Mayeum Choying Wangmo Dorji | Thutob Namgyal   |  |  |       |  |  |                 |  |  |                 |  |
|                        |               | Mayeum Choying Wangmo Dorji | Thutob Namgyal   |  |  |       |  |  |                 |  |  |                 |  |
|                        |               | Mayeum Choying Wangmo Dorji | Yeshay Dolma     |  |  |       |  |  |                 |  |  |                 |  |
| Jigyel Ugyen Wangchuck |               | Mayeum Choying Wangmo Dorji |                  |  |  |       |  |  |                 |  |  |                 |  |
|                        | Sangay Tenzin | Kuenga Gyeltshen            |                  |  |  |       |  |  |                 |  |  |                 |  |
|                        | Sangay Tenzin | Kuenga Gyeltshen            |                  |  |  |       |  |  |                 |  |  |                 |  |
|                        | Sangay Tenzin | Ngodrup Pem                 |                  |  |  |       |  |  |                 |  |  |                 |  |
| Ugyen Dorji            | Sangay Tenzin |                             |                  |  |  |       |  |  |                 |  |  |                 |  |
|                        |               | Dorji Om                    | Gyeltshen Dorji  |  |  |       |  |  |                 |  |  |                 |  |
|                        |               | Dorji Om                    | Gyeltshen Dorji  |  |  |       |  |  |                 |  |  |                 |  |
|                        |               | Dorji Om                    | Yangchen Droelma |  |  |       |  |  |                 |  |  |                 |  |
| Dorji Wangmo Wangchuck |               | Dorji Om                    |                  |  |  |       |  |  |                 |  |  |                 |  |
|                        |               | Lopen Duba                  | ...              |  |  |       |  |  |                 |  |  |                 |  |
|                        |               | Lopen Duba                  | ...              |  |  |       |  |  |                 |  |  |                 |  |
|                        |               | Lopen Duba                  | ...              |  |  |       |  |  |                 |  |  |                 |  |
| Thuji Zam              |               | Lopen Duba                  |                  |  |  |       |  |  |                 |  |  |                 |  |
|                        |               | Ugay Dem                    | ...              |  |  |       |  |  |                 |  |  |                 |  |
|                        |               | Ugay Dem                    | ...              |  |  |       |  |  |                 |  |  |                 |  |
|                        |               | Ugay Dem                    | ...              |  |  |       |  |  |                 |  |  |                 |  |
|                        |               | Ugay Dem                    |                  |  |  |       |  |  |                 |  |  |                 |  |